# الی نزهی
الی نزهی (انگلیسی: Élie N'Zeyi؛ زادهٔ ۱۴ ژوئن ۱۹۹۷) بازیکن فوتبال است.